# 신닝현

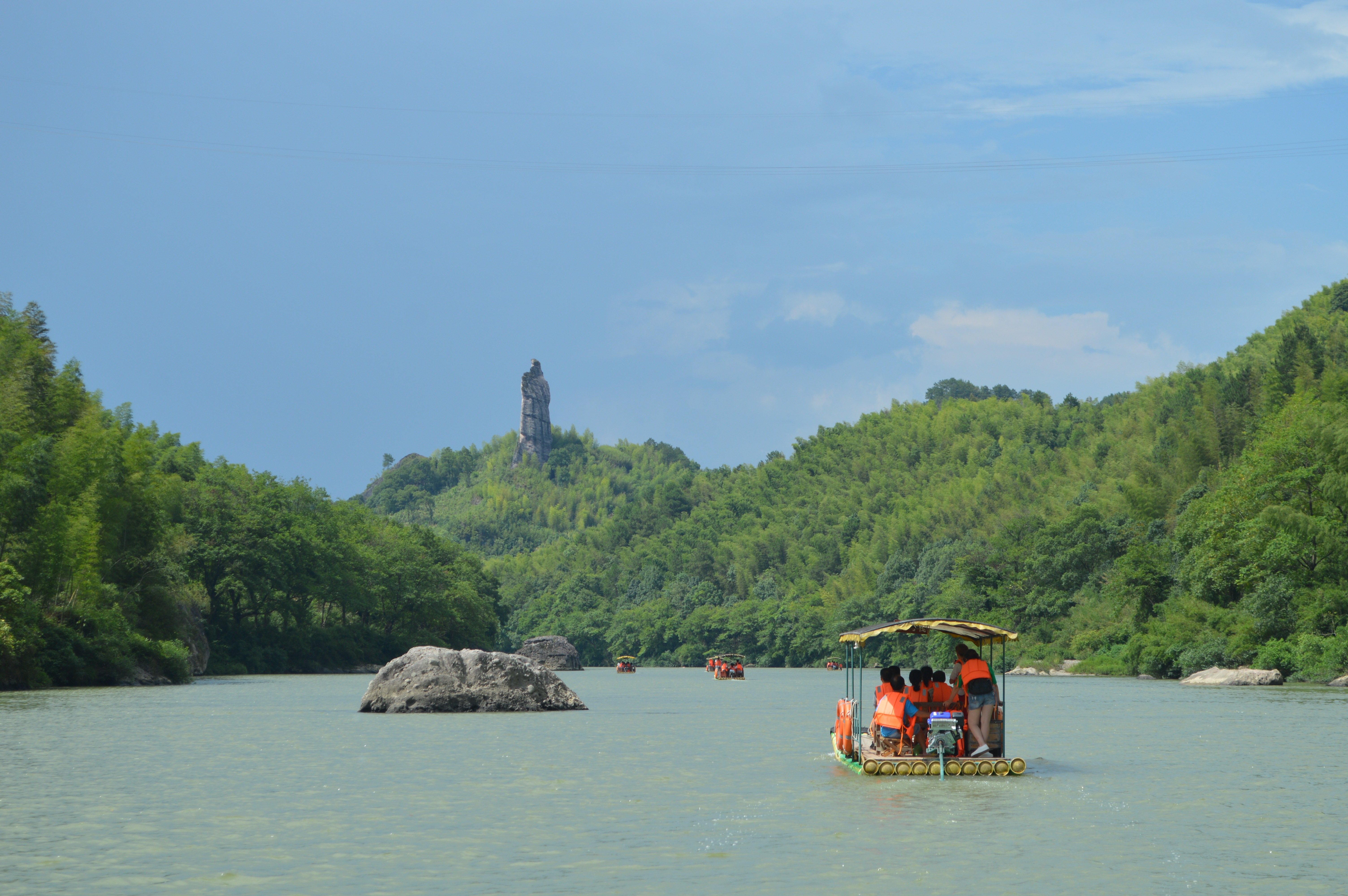

신닝현(한국어: 신녕현, 중국어: 新宁县, 병음: Xīnníng Xiàn)은 중화인민공화국 후난성 사오양 시의 현급 행정구역이다. 넓이는 2751km2이고, 인구는 2007년 기준으로 600,000명이다.

## 행정 구역
8개 진, 8개 향, 2개 민족향을 관할한다.
- 진: 金石镇, 水庙镇, 崀山镇, 白沙镇, 黄龙镇, 高桥镇, 回龙寺镇, 一渡水镇.
- 향: 飞仙桥乡, 万塘乡, 清江桥乡, 安山乡, 丰田乡, 马头桥乡, 巡田乡, 靖位乡.
- 민족향: 黄金瑶族乡, 麻林瑶族乡